# Mount Ward (berg i Antarktis, lat -67,79, long 62,82)
Mount Ward är ett berg i Antarktis. Det ligger i Östantarktis. Australien gör anspråk på området. Toppen på Mount Ward är 976 meter över havet.
Terrängen runt Mount Ward är platt åt sydost, men åt nordväst är den kuperad. Trakten är obefolkad. Det finns inga samhällen i närheten. 